# Solanum insulae-pinorum
Solanum insulae-pinorum är en potatisväxtart som beskrevs av Hermann Heino Heine. Solanum insulae-pinorum ingår i släktet skattor som ingår i familjen potatisväxter. Inga underarter finns listade i Catalogue of Life.